# Теорія моногенезу

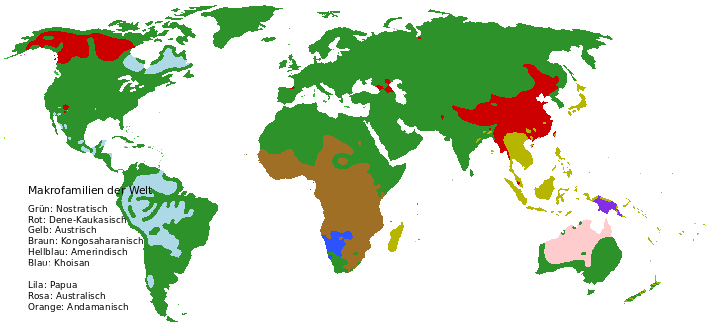
Мапа сучасного розповсюдження мовних макрородин.
Аустрична

Теорія моногенезу (від грец. μονος, латиніз. mónos, дос. «один» і génesis "походження") — вчення про походження всіх мов світу від однієї мови. 
Ця теорія пов’язана з біблійним ученням, а також з ідеями італійського мовознавця Альфредо Тромбетті про спорідненість деяких сімей мов і правомірність їх об’єднання в макросім’ї, з ученням російського мовознавця Миколи Марра про 4 елементи (сал, бер, йон, рош), від яких нібито походять усі слова сучасних мов, а також з методом глотохронології американського мовознавця Морріса Сводеша, який довів існування великих макросімей мов і наявність між ними споріднених зв'язків. Теорію моногенезу підтримував український мовознавець Олександр Мельничук, а нині її пропагує київський лінгвіст Юрій Мосенкіс.

## Загальний опис
Нині зроблено перші вдалі спроби об’єднання мовних сімей у макросім’ї, як, наприклад, ностратична макросім’я, до якої входять індоєвропейські, картвельські, уральські, дравідські й алтайські мови. Вважають, що до ностратичних мов належать і ескімосько-алеутські мови. Генетична спорідненість ностратичних мов доведена наявністю в них великої кількості споріднених морфем. Низка подібних рис, зокрема в займенникових позначеннях осіб у всіх мовах світу, також підтверджує єдність походження всіх мов світу.